# Кершенштейнер, Георг
Георг Михаэль Кершенштейнер (нем. Georg Michael Kerschensteiner; 29 июля 1854 — 15 января 1932) — немецкий педагог, признанный решением ЮНЕСКО в 1988 году одним из четырёх педагогов, определивших способ педагогического мышления в XX веке, наряду с Джоном Дьюи, Марией Монтессори и Антоном Макаренко.

## Биография
Родился 29 июля 1854 года в Мюнхене. Окончил Мюнхенский университет, работал преподавателем в коммерческих училищах и гимназиях Нюрнберга, Швайнфурта, Мюнхена. С 1918 г. профессор Мюнхенского университета. Одна из ярких фигур немецкой педагогики конца XIX — начала XX века. Находясь под сильным влиянием идей И. Г. Песталоцци, он стремился найти для школы твёрдую почву в тесной связи с жизнью на основе трудового принципа. Делает попытку подойти к ученику со стороны его профессиональных интересов и гражданского воспитания. Умер 15 января 1932 в Мюнхене.

## Гражданское воспитание
Кершенштейнер писал: «…Главные вопросы политической экономики и главные вопросы воспитания взаимно связаны друг с другом: как многих экономических проблем нельзя решить без хорошего народного образования, так во многих случаях невозможно действительное улучшение условий воспитания без улучшения экономических, социальных, частью даже политических условий».
Считал, что необходимо воспитывать подростков в понимании задач государства, сознании вытекающего отсюда гражданского долга и любви к Отечеству, что удержит воспитанников от революционных выступлений. Религиозность использовать как средство гражданского воспитания.

## Трудовое воспитание
Научное обоснование движению трудовой школы дал Георг Кершенштейнер. В работе «Понятие трудовой школы» он доказывал, что в эпоху разделения труда, сопутствующего развитию культуры, каждый человек должен иметь профессиональную специализацию.
Смысл трудовой школы видел в том, чтобы при минимуме научного материала развить максимум умений, способностей, пробудить радость от труда на службу государству. Трудовая школа требует учителя, который бы кроме книжного образования «пропитался духом трудовой школы». Ручной труд является основой собственного опыта детей.

## Воспитание характера
Задачи нравственного воспитания: воспитания самообладания, справедливости, преданности, сильного чувства собственной ответственности; ведение разумного образа жизни, способности к самовоспитанию. Большое внимание уделял воспитанию воли: пассивная группа воли — терпение, выдержка, постоянство; активное — мужество, храбрость. Для воспитания характера важно тренировать способность логического мышления и душевного подъёма, чуткость.

## Народная школа
Народную школу и армию рассматривал как важнейшие государственные воспитательные учреждения. Предложил создать обязательные дополнительные школы для работающих подростков, закончивших народные школы. Придавал большое значение обстановке вне школы, деятельности различных молодёжных организаций, в которых больше возможностей для организации самоуправления. Перестроил учебные планы народной школы в Мюнхене. Большое место отводил математике, естествознанию, рисованию, гимнастике, пению, закону Божьему. Ввёл активные методы обучения с широким использованием наглядности, практических работ, экскурсий.
При организации народной школы лучше всего было бы соединить преподавание с ручным трудом и изобразительно-иллюстративной деятельностью, широко используя опытническую и лабораторную работу. Программа такой школы предполагала использование различных форм практической деятельности так, чтобы они составляли непрерывную цепь, при которой каждое упражнение последовательно подводит к очередному затруднению, которое ребёнок в состоянии преодолеть самостоятельно. Ручной труд вводился в школу как самостоятельный учебный предмет, а сама организация обучения на ранних его ступенях примыкала к игровой деятельности.
Ставил вопрос о самостоятельной духовной работе, для чего надо уменьшить учебный материал и активизировать библиотеки, в которых воспитанники будут заниматься самостоятельно.
В Германии в первые годы XX в. получили распространение экспериментальные школы по типу «трудовой»: в Мюнхене (по проекту Г. Кершенштейнера).

## Исследование детских рисунков
В 1903—1905 гг. Кершенштейнер занимался исследованием психологии детского рисунка. Результаты анализа около 100 000 детских произведений были выпущены в виде книги (Die Entwickelung der Zeichnerischen Begabung) в 1905 году.

## Труды
- «Понятие гражданского воспитания».
- «Понятие трудовой школы».
- «Характер и его воспитание».